# Аріхіон
Аріхіон або Арахіон (дав.-гр. Αρριχίων ο Φιγαλεύς; д/н —564 до н. е.) — давньогрецький атлет, майстер панкратіону, переможець 3-х античних Олімпійських ігор.

## Життєпис
Народився у м. Фігалея (Аркадія). Про життя замало відомостей. Уславився участю в спортивних змаганнях. Був переможцем з панкратіону на Олімпійських іграх 572 та 568 років до н. е. Відповідно до Філострата Афінського його тренером був Ериксіас.
Беручи участь в третій поспіль Олімпіаді 564 року до н. е. Аріхіона було задушено супротивником Гіппостратом. Судді, втім, визнали померлого переможцем, оскільки його суперник погодився на поразку, бо біль від зламаного Аріхіоном пальця на нозі (за іншою версією — щиколотки) був нестерпним. Ось як Філострат Молодший описує цей фінал: «Гіппострат вже схопив однією рукою Аріхіона за талію, притиснув ногами, а іншою рукою почав душити. Аріхіон почав непритомніти, але ще залишався живий. Тому, коли Гіппострат перестав сильно тиснути йому на ноги, Аріхіон зібрав всю свою міць і примудрився звалити суперника. Удар був таким сильним, що Гіппострат зламав кісточку і подав сигнал рукою, що він здається. Таким чином, Аріхіон в момент своєї смерті став Олімпійським чемпіоном».
На мертве тіло Аріхіона судді наділи лавровий вінок на честь перемоги. За однією з версій винним у смерті Аріхіона був його тренер, який закликав свого підопічного не здаватися, навіть ціною життя.
Аріхіону було поставлено в Фігалеях пам'ятну статую, що є однією з найдавніших з відомих статуй на честь переможця Олімпійських ігор.